# Heinrich Eichen
Heinrich Eichen (* 15. August 1905 in Bonn; † 30. Mai 1986 in Odendorf bei Bonn) war ein deutscher Schriftsteller. Er wohnte in Elbing und später in Berlin.

## Leben
Eichen wuchs im westpreußischen Elbing (heute Elbląg/Polen) auf. Er arbeitete zunächst in der dortigen Stadtverwaltung, wurde später Buchhändler und veröffentlichte bereits als Jugendlicher erste Gedichte. Nach der Vertreibung der deutschen Bevölkerung aus Elbing lebte Eichen von 1945 bis zu seinem Tode in Berlin, wo er erneut im Buchhandel und journalistisch tätig war. 
Zeitlebens stand er sowohl der Jugendbewegung als auch den preußischen Heimatorganisationen nahe, die er als Mitarbeiter verschiedener Zeitungen und Zeitschriften (wie des Ostpreußenblattes) auch publizistisch unterstützte. Als Homosexueller war Eichen im Dritten Reich Polizeiverhören und anderen Drangsalierungen ausgesetzt. Spätestens nach dem Zweiten Weltkrieg schrieb er unter verschiedenen Pseudonymen, vor allem als Heinz Birken, in homosexuellen Freundschaftsblättern. Er starb während einer Reise in Odendorf bei Bonn.

## Werk und Wirkung
Eichens umfangreiches literarisches Schaffen fand in zwei Sphären statt, die er streng voneinander getrennt hielt. 
Unter seinem bürgerlichen Namen veröffentlichte er seit etwa 1925 regelmäßig Gedichte und Erzählungen, 1930 erschien unter dem Titel Die stille Straße ein erster Band mit Gedichten. Großer Beliebtheit erfreuten sich Eichens Heimat- und Fahrtengedichte vor allem in der Bündischen Jugend, für die er nach dem Zweiten Weltkrieg auch etliche Laienspiele verfasste. Bis 1987 folgten insgesamt sechs weitere Gedichtbände, zuletzt Gesang der Plastik, ein Zyklus mit Sonetten zum Werk des Berliner Bildhauers Georg Kolbe. Er veröffentlichte außerdem die Novelle Reise in den Frühling (1934) sowie verschiedene Jugenderzählungen. Das Anfang der 1930er Jahre entstandene Gedicht Abends treten Elche aus den Dünen fand in der Vertonung von Gerhard Lascheit Eingang in zahlreiche Volksliedsammlungen. 
Als Heinz Birken sowie unter einer Reihe anderer Pseudonyme entfaltete Eichen nach 1945 parallel dazu ein zweites umfangreiches Œuvre mit homoerotischen Gedichten und Erzählungen sowie essayistischen Beiträgen zur Kulturgeschichte der Homosexuellen. In den 1950er und 1960er Jahren gehörte er zu den aktivsten Autoren der internationalen Schweizer Homosexuellenzeitschrift Der Kreis. In den 1970er und 1980er Jahren veröffentlichte er seine Erzählungen in Blättern wie Ben und Philius, die sich speziell an Pädophile wandten. Einige der Birken-Texte erschienen auch in Buchform, so der Roman Jede Liebe ist Liebe (1981), in dem von Richard Steen illustrierten Gedichtband Jungen an meinen Wegen (1977) und der Prosa-Sammlung Knabenträume (1980, 1988), deren erste Auflage 1987 von der Staatsanwaltschaft Frankfurt am Main als jugendgefährdend beschlagnahmt wurde.

## Bücher
- 1930 Die stille Straße. Gedichte
- 1932 Das Fähnlein weht im Wind. Gedichte von Fahrt und Lager
- 1932 Neue Ufer. Gedichte
- 1934 Kleine Reise in den Frühling
- 1949 Der Trappermatrose. Eine Jungengeschichte
- 1951 Die Prinzessin mit der Glatze. Ein ziemlich modernes Märchen, nicht nur für Jungen
- 1973 Heimat in Versen
- 1977 Jungen an meinen Wegen (als Heinz Birken)
- 1980 Knabenträume. Die schönsten Liebesgeschichten (als Heinz Birken, 2. Auflage 1988)
- 1981 Jede Liebe ist Liebe. Roman (als Heinz Birken)
- 1982 Glück des Lichtes
- 1982 Lieder von Heinrich Eichen. (Liederblätter deutscher Jugend. Heft 25)
- 1985 Die Elchbraut. Eine Erzählung von der Kurischen Nehrung
- 1985 Über die Straßen. Fahrtengedichte
- 1987 Gesang der Plastik. Sonette zu Werken von Georg Kolbe